# Nikolaj Kusmič Ivanov
Nikolaj Kusmič Ivanov (rusko Николай Кузьмич Иванов, ukrajinsko Микола Кузьмич Іванов), ukrajinski operni pevec, tenorist, * 22. oktober 1810, Voroniž (danes Sumska oblast, Ukrajina), † 19. julij 1880, Bologna, Italija.
Nastopal je v belkanto operah najpomembnejših skladateljev svojega časa (Pacini, Verdi, Donizetti, Rossini). Živel in deloval je v Italiji, nastopal je tudi v Parizu in Londonu.